# Barton (Oxfordshire)
Barton – część miasta Oksford w Anglii, w hrabstwie Oxfordshire, w dystrykcie Oksford. Leży 6 km na wschód od centrum Oksfordu i 79 km na zachód od Londynu.